# Ель-Тіна – Ель-Аріш
Ель-Тіна — Ель-Аріш — газопровід на північному сході Єгипту, головною функцією якого є обслуговування експортно-імпортних операцій.
У 1990-х роках в Середземному морі поблизу східної частини дельти Ніла виявили численні газові родовища, продукція яких після підготовки подавалась по газотранспортному коридору Ель-Гаміль – Ель-Тіна до району Ель-Тіна (на західній стороні Суецького каналу за два десятки кілометрів на південь від Порт-Саїду), де в підсумку сформувався потужний газовий хаб. Одним з напрямків видачі звідси ресурсу став східний, для чого на півночі Синайського півострова у 1999—2001 роках спорудили трубопровід до Ель-Аріш, що мав довжину 193 км та був виконаний у діаметрі 900 мм.
З 2003 року в Ель-Аріш стала можлива передача блакитного палива до Арабського газопроводу, що прямує до Йорданії, Сирії та Лівану, а також живить внутрішньоєгипетський трубопровід Таба – Шарм-еш-Шейх. А у 2008-му почав роботу газопровід Ель-Аріш — Ашкелон, що на той час забезпечував експортні поставки до Ізраїлю. Крім того, транспортований від Ель-Тіна ресурс використовували у промисловій зоні північного Синаю (можливо відзначити, що за пів сотні кілометрів на південь від Ель-Арішу працюють два цементні заводи).
З 2009-го до трубопроводу через перемичку від установки підготовки газу Румана надходить продукція кількох офшорних газових родовищ, яка перед тим подається на суходіл по газопроводу Тао – Румана.
На початку 2010-х північносинайський маршрут підсилили другою ниткою діаметром 900 мм та довжиною не менше за 131 км. Втім, саме тоді в Єгипті на тлі масштабних інвестицій у електроенергетику та виснаження власних родовищ виник дефіцит блакитного палива, для покриття якого у другій половині десятиліття навіть звертались до імпорту ЗПГ через йорданський термінал Акаба із наступними поставками по реверсованому Арабському газопроводу.
Із початком розробки виявленого у Середземному морі гігантського родовища Зогр Єгипту вдалось подолати дефіцит, проте залишались недовантаженими заводи зі зрідження у Ідку та Дум'яті. Як наслідок, на початку 2020-х стартували поставки природного газу з Ізраїлю для подальшого експорту через єгипетські заводи ЗПГ, при цьому фізично ресурс надходить по реверсованому трубопроводу від Ель-Аріш до газового хабу в Ель-Тіні, звідки може передаватись далі за напрямками Ель-Тіна – Міт-Нама, Ель-Тіна — Нова Столиця та Ель-Тіна — Айн-Сохна.